# Xesteira (Morás)
Xesteira es un lugar situado en la parroquia de Morás, del municipio de Arteijo, en la provincia de La Coruña, Galicia, España.

## Demografía
| Gráfica de evolución demográfica de Xesteira entre 2001 y 2018 |
|                                                                |
| Población de derecho según el padrón municipal del INE         |